# Black Jack (Manga)
Black Jack (jap. ブラック・ジャック, Burakku Jakku) ist eine Manga-Serie des japanischen Zeichners Osamu Tezuka aus den Jahren 1973 bis 1983. Sie zählt zu den einflussreichsten japanischen Comics der 1970er-Jahre. Der Manga, der mehrmals verfilmt und in mehrere Sprachen übersetzt wurde, umfasst über 4700 Seiten und lässt sich dem Shōnen-Genre zuordnen.

## Charaktere
Black Jack ist ein Arzt ohne Lizenz und der beste Chirurg der Welt. Allerdings hat er erstaunliche medizinische Fähigkeiten, für deren Einsatz er hohe Summen verlangt, um so von den Menschen in der Umgebung der Kranken eine besondere Auseinandersetzung zu erzwingen. Durch die hohen Geldsummen werden sie zwangsläufig vor die Wahl gestellt, ob und wie viel ihnen ihre Gesundheit oder ihr Leben oder das ihrer Angehörigen wert sind.
Pinoko (abgeleitet von Pinocchio) ist Black Jacks kleine Begleiterin. Sie war ein parasitärer Zwilling, bzw. Organismus mit eigenem Hirn, Gliedmaßen und inneren Organen in ihrer Schwester, und wurde als teratogener, zystischer Tumor diagnostiziert. Black Jack operierte sie heraus und gab ihr einen eigenen Körper mit künstlichem Skelett.

## Entstehung
Osamu Tezuka war selbst gelernter Arzt. Er selbst sagte, wenn er anstatt eines Manga-Zeichners ein Arzt geworden wäre, hätte er versucht, so wie Black Jack zu sein. Im Manga konnte er sein medizinisches Wissen verarbeiten, so werden über mehrere Seiten hinweg reale oder erfundene Krankheiten erklärt und Operationen detailliert und realistisch dargestellt. Dabei verwendet Tezuka in Operationsszenen dreieckige oder trapezförmige Panelrahmungen, als würden die Seiten „aufgeschnitten“.

## Veröffentlichungen
Black Jack erschien in Japan von November 1973 bis Oktober 1983 in 242 Einzelkapiteln im wöchentlich erscheinenden Manga-Magazin Shōnen Champion, in dem zur selben Zeit unter anderem auch Shinji Mizushimas Dokaben veröffentlicht wurde. Von Mai 1974 bis November 1994 fasste der Akita-Shoten-Verlag diese Einzelkapitel auch in 25 Sammelbände zusammen. Die Manga-Serie wird bereits seit den 1970er-Jahren mehrmals in verschiedenen Formaten und mit verschiedenen Sammelbandanzahlen neu aufgelegt.
Die Manga-Serie wurde unter anderem ins Chinesische, Koreanische, Thailändische, Englische, Französische, Italienische und Spanische übersetzt.

## Auszeichnungen
Bei der ersten Verleihung des Kodansha-Manga-Preises im Jahr 1977 wurde Black Jack gemeinsam mit einer anderen Manga-Serie Tezukas, Mitsuma ga tōru, in der Kategorie Seinen ausgezeichnet.

## Verfilmungen
Der renommierte Anime-Regisseur Osamu Dezaki, der unter anderem durch Animes wie Ashita no Joe und Die Schatzinsel bekannt geworden war, verfilmte den Manga 1993 in Form einer zehnteiligen Original Video Animation. Im November 1996 folgte ein 105-minütiger Kinofilm, ebenfalls unter der Regie Osamu Dezakis.
Von Oktober 2004 bis März 2006 lief auf dem japanischen Fernsehsender Yomiuri TV eine 61 Episoden umfassende Anime-Serie auf Basis des Mangas, bei der Osamu Tezukas Sohn Makoto Tezuka Regie führte. Am 17. Dezember 2005 kam der Film Black Jack: Futari no Kuroi Isha (ブラック・ジャック ふたりの黒い医者) in die japanischen Kinos, wo er eine Woche in den Top 10 der erfolgreichsten Filme der Woche in Japan vertreten war. Von April bis September 2006 wurde die Fortsetzung Black Jack 21 mit 17 Episoden ausgestrahlt.
In allen Verfilmungen sprach Akio Ōtsuka die Rolle des Black Jack und Yūko Mizutani die der Pinoko.

### Black Jack – OVA
- Teil 1: Iceberg, Chimaera Man (Infection): Der Milliardär Mr. Crossword leidet seit 7 Jahren unter krampfartigen Schmerzen und kann diese nur durch Trinken von viel Wasser lindern, was er kurz darauf wieder ausscheidet. Die Menschen, die unter dieser Krankheit auf der isolierten Insel leiden, sterben am Ende, indem sie blaues Feuer spucken.
- Teil 2: A Funeral, The Procession Game (Infection): Ein Mädchen liegt im Koma und deren Freundin verliert häufiger das Bewusstsein. Der Besitzer des Krankenhauses, in dem das Mädchen liegt, muss für die Kosten des Dr. Black Jack aufkommen, da er Mitschuld am Zustand der beiden Mädchen hat.
- Teil 3: Decoration of Maria and Her Commrades (Trauma): General Cruz, ein Freiheitskämpfer aus dem kleinen Land Ortega wurde im Krieg verletzt und leidet an Schilddrüsen-Krebs. Seine hübsche Tochter Maria übernimmt die Kosten der Behandlung. Doch werden sie von amerikanischen Truppen verfolgt die Cruz aus dem Weg räumen möchten.
- Teil 4: Anorexia, The Two Dark Doctors (Parasite): Eine junge und hübsche Schauspielerin leidet an Appetitlosigkeit bzw. Magersucht und bekommt am ganzen Körper merkwürdige rote Flecken. Zuletzt kann sie weder Essen noch Trinken bei sich behalten. In dieser Serie spielt auch Dr. Kiriko (auch Dr. Tod genannt) eine Rolle, der für viel Geld Sterbehilfe leistet. In diesem Fall jedoch verhilft er zur Aufklärung des Falles.
- Teil 5: The Owl of San Merida (Trauma): Der Engländer Leslie Harris leidet an Angstzuständen und begibt sich deshalb in psychotherapeutische Behandlung. Er erhält jedoch nur Beruhigungsmittel und den Rat, sich Urlaub zu nehmen. Black Jack trifft in einem Zug auf den jungen Mann, der plötzliche Anfälle bekommt und zu bluten beginnt.
- Teil 6: Tale of a Snowy Night, Lovelorn Princess (Parasite): Dr. Black Jack erhält ein Paket, welches über 3 Mio. Dollar, einen Brief und eine Landkarte enthält und vor 2 Jahren versandt wurde. Er soll eine Prinzessin von einer Krankheit befreien. Als die schöne Prinzessin die Zweitfrau des 62-jährigen Verwalters des kaiserlichen Palastes werden sollte, aß sie einen Tag vor der Hochzeit das Gift einer Frucht, welche sie lähmt, außer wenn sie hohes Fieber und einen gewaltsamen Anfall bekommt. Ein ominöses Kloster entwendet dem Dr. Black Jack die Untersuchungsinstrumente. Anscheinend ist die Erstfrau des Verwalters, welche inzwischen Priesterin geworden ist, eifersüchtig.
- Teil 7: Black and White (Mutation): Black Jack soll nachträglich die Lizenz als Arzt erhalten für seine unglaublichen Operationen; wie zuletzt an einem fünfjährigen Kind, welches einen schwer operierbaren Herzfehler hat.
- Teil 8: Thoughts of Green (Mutation): Aus einem kleinen Junge keimen Blätter und innerhalb seines Körpers bilden sich Wurzeln. Der ältere Bruder beauftragt Dr. Black Jack seinem Bruder zu helfen.
- Teil 9: The Carbuncle (Biohazard): Ein Mann leidet an einem seltsamen Tumor, der die Form eines beuligen Gesichts auf seinem Bauch hat. Dieses Gesicht redet mit ihm und übernimmt und verändert seinen Körper wenn er schläft.
- Teil 10: Sinking Woman (Biohazard): Eine 19-jährige Frau leidet an einer Krankheit, die ihre Knie deformiert. Da weder sie selbst noch andere ihre Herkunft kennen, könnte sie die wiedergeborene Meerjungfrau aus der Sage sein.

Die deutsche Fassung der OVA wurde vom 13. Februar bis 11. März 2008 auf Animax erstausgestrahlt. Dabei wurde jede Episode in zwei Teile aufgeteilt.

### Black Jack – The Movie
Die Leiterin einer privaten medizinischen Forschungsstation, Dr. Jo Carol, bietet Dr. Kurô Hazama alias Black Jack jede Summe, damit er sich ihres Problems annimmt. Sämtliche „Supermenschen“ aus den Bereichen Sport, Kunst und den Geisteswissenschaften, die vor etwa 2 Jahren zur Zeit der Olympischen Spiele aus dem Nichts kamen und sämtliche Rekorde brachen, brechen zusammen und viele von ihnen sterben höchst seltsame Tode. Zudem wird Black Jacks kleine Begleiterin Pinoko entführt.

### Synchronisation
| Rolle                     | Japanischer Sprecher (Seiyū) | Deutscher Sprecher |
| ------------------------- | ---------------------------- | ------------------ |
| Black Jack                | Akio Ōtsuka                  | Markus Pfeiffer    |
| Pinoko                    | Yūko Mizutani                | Diana Borgwardt    |
| Wato                      | Ryōko Ono                    |                    |
| Doktor Tezuka             | Hideyuki Hori                |                    |
| Kumiko Honma              | Akiko Kawase                 |                    |
| Sharaku                   | Yūko Satō                    |                    |
| Largo                     | Makoto Ishii                 |                    |
| Tetsu                     | Kōsei Tomita                 |                    |
| Benitokage                | Yumi Tōma                    |                    |
| Soryu                     | Kyoyuki Yanada               |                    |
| Zen Mantoku               | Seiji Matsuyama              |                    |
| Ayako Nishikawa           | Miki Nagasawa                |                    |
| Renka                     | Gara Takashima               |                    |
| Jotaro Honma              | Osamu Saka                   |                    |
| Yasuhiko Shirabyoshi      | Junpei Morita                |                    |
| Biwamaru                  | Nachi Nozawa                 |                    |
| Black Queen               | Atsuko Tanaka, Naoko Matsui  |                    |
| Dr. Jotaro Honma          | Osamu Saka                   |                    |
| Ernesto                   | Yoshisada Sakaguchi          | Rainer Brandt      |
| Dr. Kiriko                | Kazuhiro Yamaji              | Thomas Schmuckert  |
| Monabis Crossword         | Chikao Ohtsuka               | Horst Lampe        |
| Abumaru                   | Atsuko Tanaka                | Santiago Ziesmer   |
| Major Estefan             |                              | Karl Schulz        |
| Michelle Rochasse [jung]  |                              | Anja Rybiczka      |
| Michelle Rochasse [Petit] |                              | Judith Brandt      |
| Pater                     |                              | Klaus-Peter Grap   |
| Patrick                   |                              | Nicolas Böll       |
| Präsident Kelly           |                              | Lutz Schnell       |
| Prinzessin                |                              | Katharina Koschny  |
| Rie Fujiname              |                              | Kathrin Neusser    |
| Rokujyoji                 |                              | Thomas Hailer      |
| Saburos Frau [Gegenwart]  |                              | Diana Borgwardt    |
| Sayuri Crossword          |                              | Schaukje Könning   |
| Shell                     |                              | Daniel Claus       |
| Sprecher                  |                              | Jonas Ziegler      |

## Musical
Der Manga wurde auch als Theaterstück umgesetzt und von der rein weiblichen Gruppe aus Takarazuka aufgeführt.

## Rezeption und Wirkung
1977 gewann der Manga den ersten Kōdansha-Manga-Preis in der Kategorie Shōnen.
Paul Gravett hebt den Gebrauch der Panelrahmung in Operationsszenen als besonderes stilistisches Mittel hervor. Der Manga enthalte Lektionen über den Wert des Lebens, die zum Nachdenken anregen.
Seit Juni 2002 zeichnet Shūhō Satō an dem Seinen-Manga Black Jack ni Yoroshiku für das Manga-Magazin Morning. Der Manga wurde wesentlich von Black Jack beeinflusst. Ebenso ließ sich beispielsweise Naoki Urasawa für die Hauptfigur in seinem Thriller Monster, Kenzou Tenma, von dem Arzt inspirieren. In Akihito Yoshitomis Manga Ray und der darauf basierenden Anime-Serie kommt Black Jack unter dem Namen BJ vor.
In den 2000ern, zum Start der Black Jack-Fernsehserie, beauftragte der Akita-Shoten-Verlag mehrere Mangaka, eigene Geschichten über Tezukas Figur zu zeichnen. Unter anderem Kenji Yamamoto, Narumi Kakinouchi und Naito Yamada arbeiteten an Remakes von Black Jack.
2020 integrierte Animoca Brands Charaktere aus Black Jack in das Spiel Crazy Defense Heroes.